# Walter Wright
Walter Wright (fl. XIX-XX secolo) è stato un fantino inglese vissuto tra il XIX e il XX secolo.
Trasferitosi in Italia dalla sua terra natia, si stabilì nel paese di Barbaricina in provincia di Pisa. Qui sposò una ragazza del posto, Irene Poli, e contribuì allo sviluppo delle scuderie della cittadina toscana.
In sella ad Andreina, cavalla di proprietà di Thomas Rook, vinse la prima edizione del Derby italiano di galoppo, nel 1884. Vinse questa prestigiosa gara anche in altre tre occasioni: nel 1892 in sella ad Arcadia, nel 1895 con Oranzeb e nel 1899 con Elena.
Tuttora gli viene dedicata una corsa ippica condizionata, in cui si cimentano puledri di due anni, presso l'ippodromo San Rossore di Pisa.